# Kościół św. Józefa w Wiejcach
Kościół pw. św. Józefa w Wiejcach – kościół filialny we wsi Wiejce, w gminie Skwierzyna (województwo lubuskie). Należy do parafii św. Mikołaja Biskupa ze Skwierzyny.

## Architektura
Murowany, orientowany, neoromański obiekt stoi na owalnym placu w centrum wsi. Został oddany do użytku w 1855. Zbudowany na planie prostokąta, posiada kwadratową, pięciokondygnacyją, jednoosiową wieżę umieszczona centralnie, od strony zachodniej, nakrytą namiotowym dachem i wyposażoną w iglicę. W wieży portal zamknięty półokrągło. Dach kryty dachówką karpiówką, a na wieży blachą. Wysokie szczyty. Oryginalna stolarka okienna.

## Otoczenie
Przy kościele stoją:
- pomnik ofiar I wojny światowej w formie niewysokiego obelisku,
- krzyż misyjny z datą 31 października 1980[4].

## Galeria

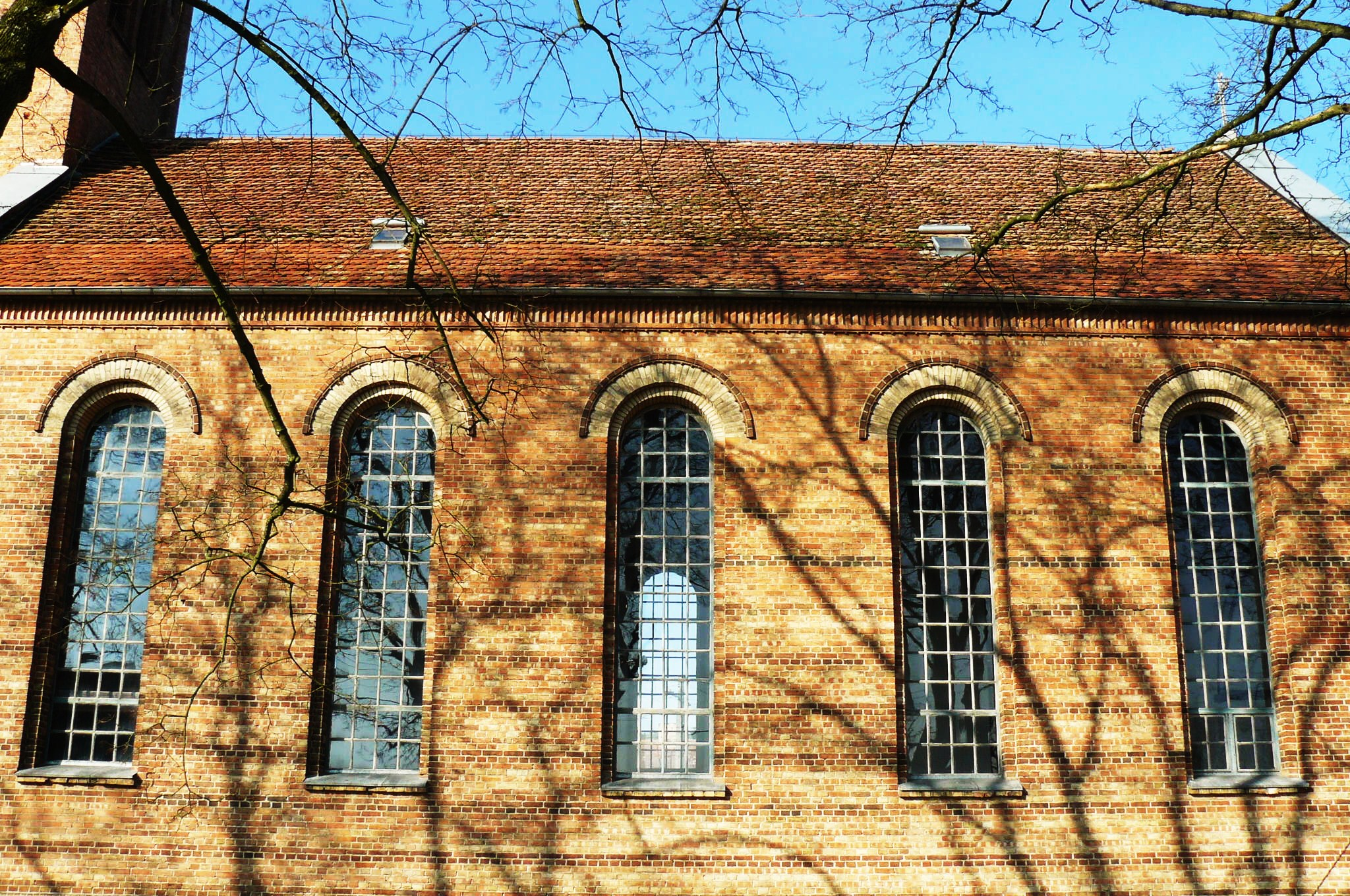
Elewacja boczna
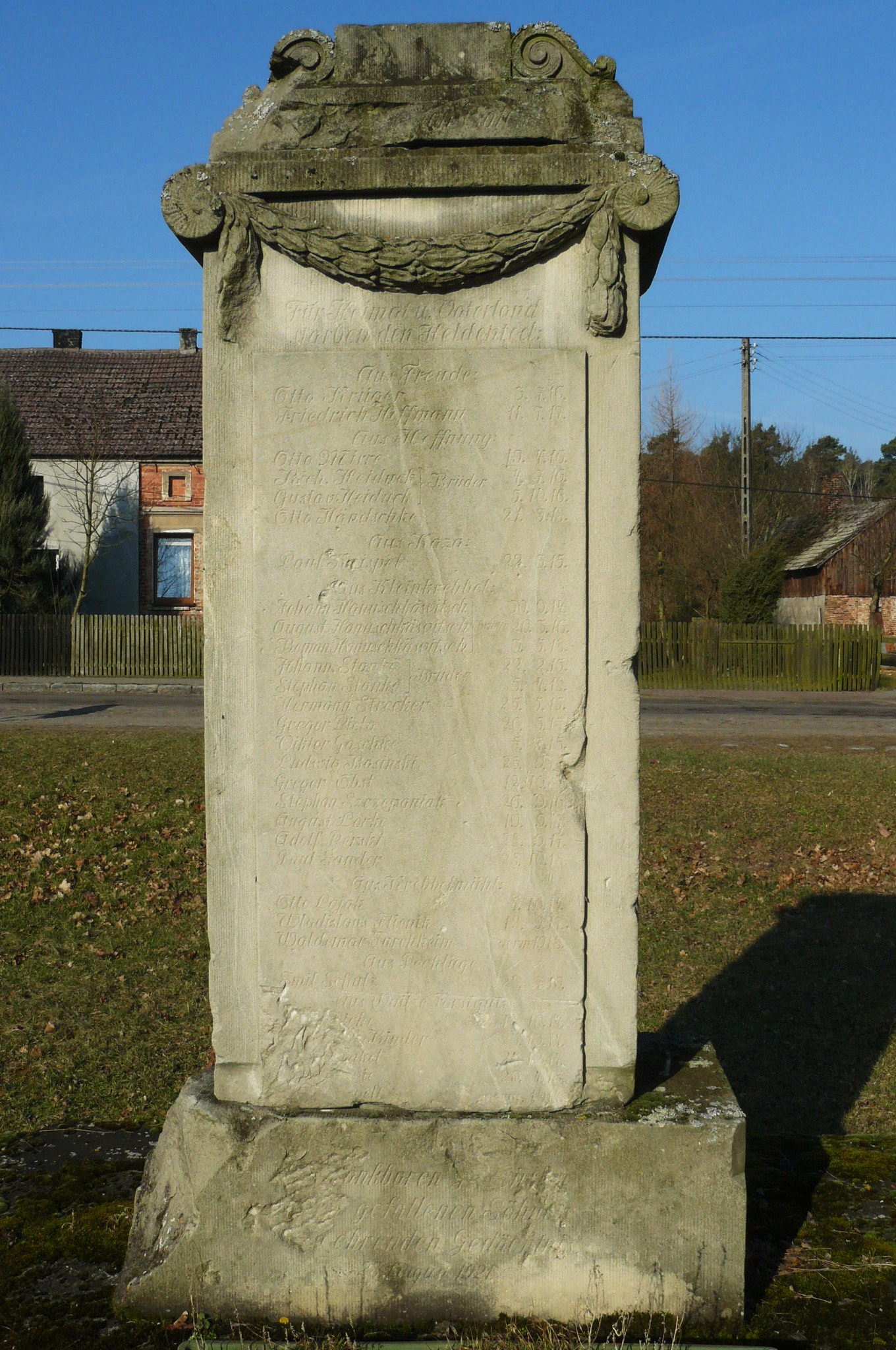
Pomnik wojenny
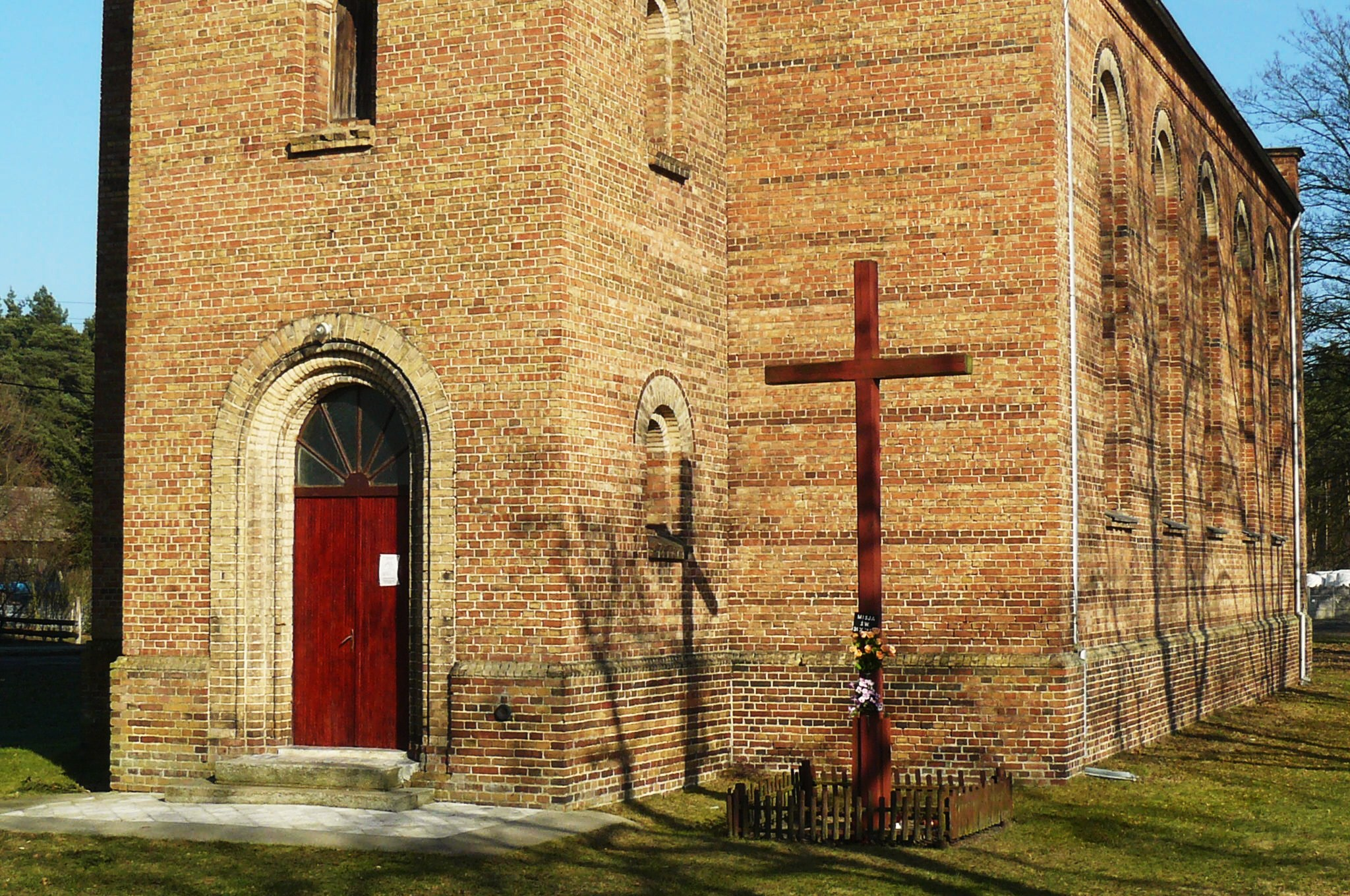
Portal wejściowy
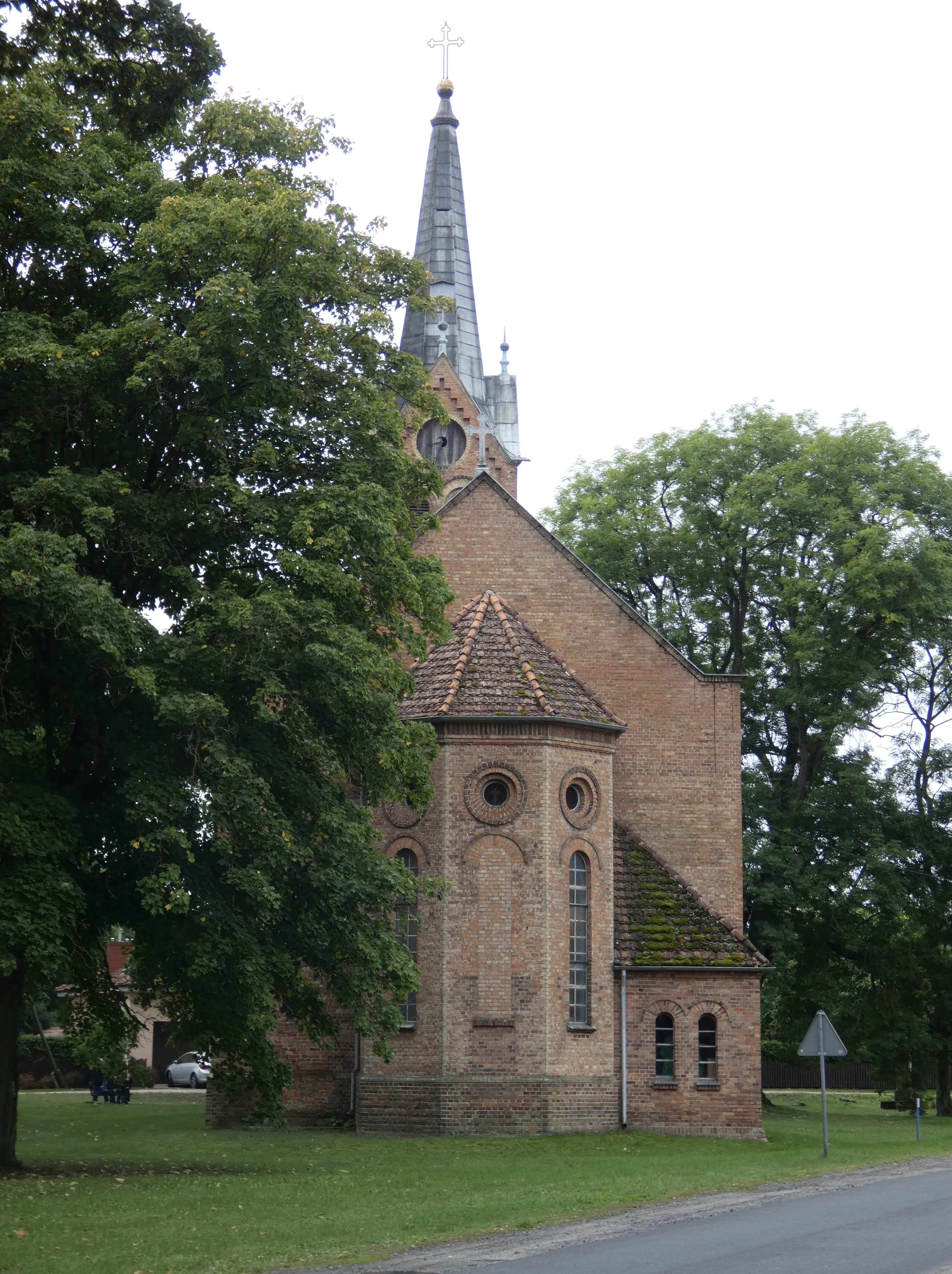
Widok od strony prezbiterium